# کیزیرباک
کیزیرباک (انگلیسی: Kyzyrbak) یک شهرک در شهرستان سالاواتسکی استان باشقیرستان کشور روسیه است.